# Зутебир, Эдвин
Эдюард (Эдвин) Андреас Доминикюс Хендрикюс Джозеф Зутебир (нидерл. Eduard "Edwin" Andreas Dominicus Hendricus Jozef Zoetebier; 7 мая 1970, Пюрмеренд, провинция Северная Голландия) — нидерландский футбольный вратарь, ныне тренер вратарей в «Волендаме».

## Карьера игрока

### В клубах
Эдвин начинал заниматься футболом при любительском клубе «Алсмер». С сезона 1988/89 начал профессионально выступать за «Волендам», с которым за девять сезонов достиг лишь финала Кубка Нидерландов 1994/95.
Первую половину сезона 1997/98 Зутебир провёл уже в «Сандерленде», куда был продан за £350 000. В составе «чёрных котов» он отыграл лишь два матча в Кубке лиги, в остальное время оставаясь сменщиком француза Лионеля Переса. 1 января 1998 года перешёл в «Фейеноорд», где игровой практики у него почти не было: в частности, всего одна игра в чемпионате за три с половиной сезона. Тем не менее, вместе с клубом он стал чемпионом Нидерландов 1998/99. Летом 2000 года Эдвина приобрёл «Витесс». По окончании чемпионата 2000/01, где «Витесс» финишировал шестым, «Фейеноорду» пришлось заплатить ƒ5 000 000, чтобы вернуть Зутебира в клуб в качестве замены уехавшему в «Ливерпуль» поляку Ежи Дудеку, не сумев перед этим приобрести венгра Габора Бабоша из НАК Бреды. Второе пришествие Эдвина в стан роттердамцев оказалось более удачным: в качестве основного голкипера клуба он выиграл Кубок УЕФА 2001/02, сыграл в Суперкубке УЕФА 2002 года против «Реал Мадрида» и стал в сезоне 2001/02 лучшим вратарём Нидерландов.
Перед сезоном 2004/05 Зутебир перешёл в ПСВ, где оставаясь сменщиком Эурелио Гомеса, он выиграл два чемпионата (2004/05, 2005/06) и Кубок 2004/05.
Два своих последних сезона Зутебир провёл в клубе НАК Бреда: в сезоне 2006/07 он был основным вратарём клуба, а в сезоне 2007/08, когда команда финишировала третьей в Эредивизи, провёл лишь один матч, уступив место в воротах Йелле тен Раувелару.

### В сборной
В октябре 2004 года главный тренер сборной Нидерландов Марко ван Бастен вызвал в команду Зутебира, который стал запасным для Эдвина ван дер Сара в отборочных матчах к чемпионату мира 2006 года с Македонией и Финляндией.

## Карьера тренера
С сезона 2008/09 тренирует вратарей в клубе «Волендам».

## Достижения

### Командные
Как игрока «Волендама»:
- Кубок Нидерландов:
  - Финалист: 1994/95

Как игрока «Фейеноорда»:
- Суперкубок УЕФА:
  - Серебряный призёр: 2002
- Кубок УЕФА:
  - Победитель: 2001/02
- Суперкубок Нидерландов:
  - Победитель: 1999
- Чемпионат Нидерландов:
  - Чемпион: 1998/99
  - Третье место: 1999/00, 2001/02, 2002/03, 2003/04
- Кубок Нидерландов:
  - Финалист: 2002/03

Как игрока ПСВ:
- Суперкубок Нидерландов:
  - Финалист: 2005
- Чемпионат Нидерландов:
  - Чемпион: 2004/05, 2005/06
- Кубок Нидерландов:
  - Победитель: 2004/05
  - Финалист: 2005/06

Как игрока НАК Бреды:
- Чемпионат Нидерландов:
  - Третье место: 2007/08

### Личные
Как игрока «Фейеноорда»:
- Чемпионат Нидерландов:
  - Лучший вратарь: 2001/02